# Карабальо, Эрвин
Эрвин Хосе Карабальо Кабрера (исп. Erwin José Caraballo Cabrera; род. 21 июля 1981, Кумана) — венесуэльский борец греко-римского стиля, участник двух Олимпийских игр, двукратный призёр Панамериканских игр и чемпион игр Центральной Америки и Карибского бассейна. Выступает в супертяжёлой весовой категории.

## Карьера
Выигрывал две бронзовые медали в супертяжёлой весовой категории на Панамериканских играх 2007 года в Рио-де-Жанейро и Панамериканских играх 2011 года в Гвадалахаре. Стал чемпионом игр Центральной Америки и Карибского бассейна 2010 года победив в финале мексиканского борца Джоеля Лопеса.

### Олимпийские игры
| Соревнование                 | Страна    | Весовая категория | Место |
| ---------------------------- | --------- | ----------------- | ----- |
| Летние Олимпийские игры 2012 | Венесуэла | до 96 кг          | 19    |
| Летние Олимпийские игры 2016 | Венесуэла | до 130 кг         | 19    |

### Чемпионаты мира
| Соревнование                  | Страна    | Весовая категория | Место |
| ----------------------------- | --------- | ----------------- | ----- |
| Чемпионат мира по борьбе 2009 | Венесуэла | до 96 кг          | 22    |
| Чемпионат мира по борьбе 2011 | Венесуэла | до 96 кг          | 29    |
| Чемпионат мира по борьбе 2013 | Венесуэла | до 96 кг          | 27    |
| Чемпионат мира по борьбе 2015 | Венесуэла | до 130 кг         | 9     |